# Мортон (Міннесота)
Мортон (англ. Morton) — місто (англ. city) в США, в окрузі Ренвілл штату Міннесота. Населення — 410 осіб (2020).

## Географія
Мортон розташований за координатами 44°33′16″ пн. ш. 94°59′5″ зх. д. / 44.55444° пн. ш. 94.98472° зх. д. (44.554462, -94.984670).  За даними Бюро перепису населення США в 2010 році місто мало площу 3,17 км², з яких 3,14 км² — суходіл та 0,03 км² — водойми.

## Демографія
Згідно з переписом 2010 року, у місті мешкало 411 особа в 190 домогосподарствах у складі 113 родин. Густота населення становила 130 осіб/км².  Було 211 помешкання (67/км²).
Расовий склад населення:
| - 86,4 % — білих - 8,0 % — корінних американців - 1,0 % — азіатів - 1,0 % — осіб інших рас |

До двох чи більше рас належало 3,6 %. Частка іспаномовних становила 2,9 % від усіх жителів.
За віковим діапазоном населення розподілялося таким чином: 22,4 % — особи молодші 18 років, 60,6 % — особи у віці 18—64 років, 17,0 % — особи у віці 65 років та старші. Медіана віку мешканця становила 44,3 року. На 100 осіб жіночої статі у місті припадало 114,1 чоловіків;  на 100 жінок у віці від 18 років та старших — 109,9 чоловіків також старших 18 років.
Середній дохід на одне домашнє господарство  становив 49 817 доларів США (медіана — 39 531), а середній дохід на одну сім'ю — 57 484 долари (медіана — 46 528). За межею бідності перебувало 6,6 % осіб, у тому числі 0,0 % дітей у віці до 18 років та 7,3 % осіб у віці 65 років та старших.
Цивільне працевлаштоване населення становило 185 осіб. Основні галузі зайнятості: виробництво — 17,8 %, освіта, охорона здоров'я та соціальна допомога — 17,8 %, мистецтво, розваги та відпочинок — 17,3 %.